# Sihem Bensedrine
Pour les personnes ayant le même prénom, voir Sihem.
Sihem Bensedrine (arabe : سهام بن سدرين), née le 28 octobre 1950 à La Marsa, est une journaliste tunisienne et défenseure des droits humains.
Depuis juin 2014, elle préside l'Instance vérité et dignité qui se charge de la réconciliation en Tunisie après la révolution.

## Biographie

### Formation
Elle naît dans la banlieue tunisoise de La Marsa. La jeune Sihem part en France pour étudier à l'Université de Toulouse où elle obtient un diplôme en philosophie.

### Journaliste
En 1980, elle devient reporter pour le journal indépendant Le Phare. Lorsque le journal cesse d'être publié, elle devient chef du service politique à Maghreb et Réalités. Lorsque Maghreb cesse d'être publié en raison des « émeutes du pain », fin 1983, elle devient rédactrice en chef de La Gazette touristique et fonde L'Hebdo touristique.
En même temps, elle supervise le journal d'opposition Al Mawkif. En 2000, elle cofonde le journal indépendant Kalima (« parole ») avec Naziha Réjiba. Ne parvenant pas à obtenir une autorisation pour sa parution, elle lance une version sur Internet en octobre 2004, le site étant toutefois bloqué par les autorités sous le régime de Zine el-Abidine Ben Ali.
En 2008, elle lance une radio indépendante, Radio Kalima, émettant sur Internet et par satellite ; elle dispose après la révolution de 2011 d'un studio offert par France Inter et obtient finalement une fréquence FM. En 2015, elle cède ses actions dans la radio à Slim Riahi alors que les comptes affichent un découvert non garanti de 1,1 million de dinars.

### Militante des droits de l'homme
En 1979, elle adhère à la Ligue tunisienne des droits de l'homme (LTDH) puis est élue au bureau directeur en 1985 ; elle adhère également à l'Association des journalistes tunisiens en 1980 et devient responsable des relations extérieures en 1987. Après avoir la dissolution de la LTDH en 1992, elle cofonde le 10 décembre 1998, avec 34 autres personnes, le Conseil national pour les libertés en Tunisie (CNLT) dont elle devient la principale porte-parole (2001-2003) ; l'organisation est interdite par les autorités de 1999 au 28 février 2011.
À partir de 1999, elle est victime de nombreuses actions policières et juridiques, telles que la confiscation de son passeport (1994-2000), la destruction de ses affaires ainsi qu'une campagne de diffamation dans laquelle elle est décrite comme une prostituée, en raison de ses activités en faveur des droits de l'homme et de la liberté de la presse. Le 26 juin 2001, elle est arrêtée à l'aéroport de Tunis pour « diffamation du corps judiciaire » et « diffusion de fausses nouvelles de nature à troubler l'ordre public » ; elle est emprisonnée durant sept semaines en représailles à une interview télévisée donnée à une chaîne de télévision arabophone de Londres dans laquelle elle dénonce l'absence d'indépendance de la justice tunisienne et la corruption au sein du clan Trabelsi. Défendue par Me Radhia Nasraoui, elle est libérée grâce à une campagne de soutien : plusieurs officiels de l'ONU expriment ainsi « leur grande préoccupation concernant la situation des droits de l'homme en Tunisie, notamment après l'arrestation de Sihem Bensedrine ».
Le 17 juin 2014, elle est nommée à la tête de l'Instance vérité et dignité, chargée de déterminer les responsabilités en matière de violations des droits de l'homme entre 1955 et 2013.
En mars 2023, Sihem Bensedrine est interdite de quitter le pays après son inculpation dans le cadre d'une enquête concernant un rapport rédigé par une instance qu'elle a présidée sur les crimes commis sous la dictature.
Le 1er août 2024, elle est arrêtée et emprisonnée pour « complot contre la sûreté de l'État ». Le 19 février 2025, la justice tunisienne ordonne sa libération sans délai.

### Éditrice
Elle fonde la maison d'édition Arcs en 1988 mais dépose le bilan en 1994. En 1998, elle devient directrice de la maison d'édition Noir sur Blanc mais est licenciée à la suite de pressions de pouvoir en 1999 ; elle fonde alors la maison d'édition Aloès qui est fermée en 2000.

### Vie privée
Sihem Bensedrine est mariée au journaliste et militant des droits de l'homme Omar Mestiri et mère de trois enfants. Elle est la petite-fille du juriste tunisien Mohammed Ben Ammar et la nièce du militant Ridha Ben Ammar.

## Distinctions
En 2004, Bensedrine est honorée par l'Association canadienne des journalistes pour la liberté d'expression (en) qui lui remet un International Press Freedom Award en reconnaissance de son courage dans la défense et la promotion de la liberté de la presse. Elle est récipiendaire, en 2005, du prix Oxfam Novib/PEN. En 2008, elle reçoit le Danish Peace Fund Prize pour son engagement en faveur de la démocratie et de l'état de droit et ses efforts en faveur des droits de l'homme dans le monde arabe.
En 2012, Sihem Bensedrine se voit décerner par Human Rights Watch le Prix Alison Des Forges pour son engagement exceptionnel en faveur des droits humains.

## Publications
- Lettre à une amie irakienne (disparue), Paris, La Découverte, coll. « Cahiers libres », 2003, 144 p. (ISBN 978-2-7071-4191-0).
- L'Europe et ses despotes, Paris, La Découverte, coll. « Cahiers libres », 2004, 156 p. (ISBN 978-2-7071-4436-2).avec Omar Mestiri